# Salindres
Salindres – miejscowość i gmina we Francji, w regionie Oksytania, w departamencie Gard.
Według danych na rok 1990 gminę zamieszkiwały 3213 osoby, a gęstość zaludnienia wynosiła 279 osób/km² (wśród 1545 gmin Langwedocji-Roussillon Salindres plasuje się na 118. miejscu pod względem liczby ludności, natomiast pod względem powierzchni na miejscu 673.).